# ألكس سوزانا
ألكس سوزانا (بالإسبانية: Àlex Susanna) هو كاتب إسباني، ولد في 12 سبتمبر 1957 في برشلونة في إسبانيا.